# レッキ
レッキ (recce) は、モータースポーツ用語で、ラリーに使われる道路を事前に試走すること。語源は英語の"reconnaissance"（偵察・検分・予備調査）が略されたもの。

## 目的
ラリー競技では、一般公道を一時的に閉鎖したタイムトライアル区間（スペシャルステージ、SS）を全力走行する。周回路（サーキット）と異なり、SSは1本の距離が長い上に、ルート設定が度々変更される。また、一般道であるため路面状況が常に変化し、先の見通せないブラインドコーナーなど危険なポイントもある。そこで、競技本番の前にSSを事前走行し、直線距離やコーナーの特徴、注意点などを確認して、その情報をまとめたペースノートを作成する。本番ではペースノートをコ・ドライバーが読み上げ、それを頼りにドライバーがSSを全力アタックする。

## 方法
通常、ラリーの開催直前に主催者がレッキの機会を用意する。世界ラリー選手権（WRC）は1日1回のレッキを2日間行ってから、3日間の本番を迎える「2+3方式」が主流。また、ワンデイラリーでは午前中にレッキ、午後に競技という日程を採る場合もあり、ミルピステ方式と呼ぶ。WRCでもコストダウンのため2004年にミルピステ方式をテストしたが、スケジュール面で不評のため正式採用は見送られた。
ラリーに参加するドライバーとナビゲーターはあらかじめ主催者から渡されているロードブックを元にSSを試走しながら、本番用のペースノートを作成する。2回目のレッキではその確認作業が主となる。レッキ中はSSが閉鎖されていないので、制限速度内でしか走行できない。WRCでは速度管理のため、レッキに使用される全ての車にGPSの装備を義務付けている。また、後述する違法レッキの監視用にもGPSが使われている。
レッキに使用される車は基本的にノーマル車で、チームの移動用車を使ったり、現地でレンタカーを借りるケースもある。WRCの場合、過去には競技車両でのレッキが認められていたが、コスト削減策により現在では禁止。一方で全日本ラリー選手権の場合は競技車両によるレッキが認められている。
WRCでは市販車にロールバー等の安全設備を設けた基本的にグループN相当のものであることが求められており、レッキ専用車を用意して世界中を転戦している。レッキ車には競技車両のようなスポンサーカラーリングは施されていない。実戦状態に近いことが望ましいため、4WDターボ車が選ばれる事が多く、市販車状態で最もラリーに向いた性能の四輪駆動車として、かつては多くのワークス・チームが三菱・ランサーエボリューション、もしくはスバル・インプレッサを利用していた。2018年時点では、トヨタ・シトロエンがスバル・WRX STi、ヒュンダイはBMW・1シリーズを使用。フォードは基本はグループ会社であるボルボ・S60の4WD車を使用するが、一部自社のフィエスタも利用している。2022年からは、トヨタがGRヤリスをレッキ車として投入した。
レッキの方法についてはレギュレーションで制限が行われており、ラリー主催者や土地の所有者の許可のないレッキは禁止とされている。これは特定のドライバーやチームが事前にコースを何度も試走して有利な状況に立つことを防ぐことが狙いである。これに違反して主催者の許可なしにドライバーやナビゲーター・チームスタッフ等がコース内に立ち入った場合、当該ラリーの失格処分や、最悪の場合モータースポーツライセンスの停止・剥奪に至ることもある。関係ない時期にレッキを敢行して問題となった一例として、1999年のサンレーモで、フランソワ・デルクールが主催者に無断で自転車によるレッキを行ったことなどがあるが、これも本来であれば違反である。